# ЛГБТ права в Тайланд
Лесбийките, гейовете, бисексуалните и трансполовите (ЛГБТ) хора в Тайланд нямат гарантирано равноправие по всички социални показатели и често срещат предизвикателства, свързани с достъпа си до работа, образование, здравеопазване и цялостно добро качество на живот поради дискриминация. В сравнение с повечето съседни държави законите и обществото на Тайланд са като цяло по-благоприятно настроени към ЛГБТ хората.
Сексуалните отношения между хора от един и същи пол и при жените, и при мъжете, са законни. Промени в обществените нагласи и социалната политика по отношение на ЛГБТ обществото започват да настъпват в през 90-те години на 20-и век и особено в началото на 21-ви век. През 2015 г. Тайланд приема подробен закон против дискриминацията, който обхваща сексуалната ориентация и половата идентичност. През март 2024 г. долната камара на тайландския парламент одобрява законопроект за узаконяване на еднополовите бракове и осиновяването на деца от еднополови двойки. Същият законопроект е одобрен от сената през юни 2024 г., а след това и от краля. Еднополови двойки могат да сключват брак и да осиновяват деца от 22 януари 2025 г. нататък. По този начин Тайланд става третата азиатска страна след Тайван и Непал, която гарантира брачно равноправие за еднополовите двойки.
Трансполовите хора в Тайланд могат да сменят името си, но не и пола си по лични документи. Често са изправени пред дискриминация и насилие в образованието, здравеопазването, въоръжените сили и на работното място.
Проучвания сочат, че около 8% от населението на Тайланд (приблизително 5 милиона души) са част от ЛГБТ обществото.

## Ранно развитие на правата
Содомията с нетърговска цел между пълнолетни, извършена по взаимно съгласие и не на публично място, е декриминализирана в Тайланд през 1956 г. Въпреки това привличането между хора от същия пол, както и трансполовостта, продължават да бъдат отхвърляни от обществото още дълги години. Чрез Закона за изменение на Наказателния кодекс от 1997 г. (на тайски: พระราชบัญญัติแก้ไขเพิ่มเติมประมวลกฎหมายอาญา-(ฉบับที่-14)-พ.ศ.-2540) възрастта за сексуално съгласие е определена на петнадесет години, независимо от пола и сексуалната ориентация.
През 2002 г. Министерството на здравеопазването обявява, че хомосексуалността повече няма да се смята за психично заболяване или разстройство.
През 2007 г. тайландското правителство разширява определението на жертва на сексуално насилие и изнасилване да включва и жени, и мъже. Поставя се и забрана на брачното изнасилване, като законът предвижда, че и жените, и мъжете могат да бъдат жертви.

## Признаване на еднополови връзки и брак
През годините анкети на обществените нагласи редовно сочат широка подкрепа за еднополовите бракове. През 2024 г. е одобрен закон за узаконяването на еднополовите бракове, който влиза в сила от 22 януари 2025 г.

### Развитие в периода 2010 – 2020 г.
През септември 2011 г. Националната комисия по правата на човека и неправителствената организация Sexual Diversity Network (в превод: „Общност за сексуално многообразие“) внасят законопроект за узаконяване на еднополовите бракове и търсят подкрепата на тайландското правителство. През декември 2012 г. обаче правителството сформира комисия за изготвяне на законодателство, за да осигури правно признание на еднополовите двойки под формата на граждански съюз, а не брак. На 8 февруари 2013 г. Отделът за защита на правата и свободите на Министерството на правосъдието и Парламентарната комисия по правните въпроси, правосъдието и правата на човека провеждат първото публично изслушване на законопроекта за гражданското партньорство, изготвен от председателя на комисията, полицейски генерал Вирун Пхуенсаен.
През септември 2013 г. във вестник „Банкок Поуст“ пише, че през 2011 г. президентът на „Гей политическа група на Тайланд“ (Gay Political Group of Thailand) опитва да регистрира брачно свидетелство с партньора си, който е от мъжки пол, но регистрацията е отхвърлена.
До настъпването на 2014 г. законопроектът за гражданските партньорства набира подкрепа и от двете най-големи партии, но е забавен заради размирици в страната. Проектът предвижда някои от правата, които носи бракът между хетеросексуални двойки, но вдига минималната възраст за брак от 17 на 20 години и не включва права за осиновяване на деца, което предизвиква критика.
През 2017 г. представители на тайландските власти откликват положително на петиция в подкрепа узаконяването на граждански съюзи за еднополовите двойки, подписана от 60 000 души. Генералният директор на Отдела за защита на правата и свободите към Министерството на правосъдието, Питикан Ситхидеж, заявява, че прави всичко възможно да подкрепи узаконяването в най-скоро време. На 4 май 2018 г. в Министерството на правосъдието започват дискусии около законопроект за гражданските съюзи с името Закон за регистрацията на еднополови партньорства. Според законопроекта еднополовите двойки получават някои от правата, гарантирани от гражданския брак, и ще могат да се регистрират като „житейски партньори“. По време на изслушванията проектозаконът получава 98% подкрепа. На 25 декември 2018 г. той е одобрен от Кабинета.

### Развитие в периода 2020 – 2023 г.
На 8 юли 2020 г. изпълнителната власт одобрява нова версия на законопроекта за гражданските съюзи и той се придвижва към Народното събрание.
През юни 2020 г. Туняуат Камолуонгуат от партията „Движение напред“ предлага законопроект за легализацията на еднополовите бракове. На 2 юли започва обществена консултация по законопроекта.
През 2021 г. Тайландският Конституционен съд отсъжда, че Раздел 1448 от Гражданския и търговски кодекс, който интерпретира браковете като само между мъже и жени, е конституционен. Част от текстът на постановлението споменава, че членовете на ЛГБТ обществото не могат да се размножават, тъй като е против естествената природа, и че те са като всяко друго животно с нетипично поведение или физически белези. Според постановлението ЛГБТ хората са различен „вид“, който трябва да бъде отделен и изучаван, защото не е способен да създава „деликатните връзки“ характерни между хората. Текстът е критикуван от ЛГБТ общността като хомофобски и политически некоректен.
През 2022 г. редица законопроекти, свързани с еднополовите партньорства, преминават на първо четене през парламента. Сред тях са Закон за брачното равноправие на опозиционната партия „Движение напред“, който би променил тогавашния закон за браковете да включва двойки от всички полове, както и законопроектът за граждански съюзи на управляващата партия, Закон за гражданските партньорства, който би узаконил гражданските партньорства между еднополови двойки като отделна категория, давайки им някои, но не и всички права, гарантирани на хетеросексуалните двойки. Законопроектите се провалят поради разпускането на парламента преди изборите през 2023 г.
На 14 февруари 2023 г. община Дусит в Банкок става първата в Тайланд, която издава сертификати за партньорство на еднополови двойки. Сертификатите не са правно обвързващи.
През ноември 2023 г. министър-председателят, Срета Тхависин, обявява, че управляващият Кабинет одобрява законопроект за легализация на еднополовите бракове. На 21 декември парламентът приема законопроекта, заедно с три подобни такива, съставени от други партии и гражданското общество.

### Узаконяване на еднополовите бракове
На 27 март 2024 г. долната камара на тайландския парламент одобрява законопроект за узаконяване на еднополовите бракове и осиновяването на деца от еднополови двойки. По време на вота 400 членове на парламента гласуват за, а само 10 против. Законопроектът представлява комбинация от четири подобни законопроекта, приети от парламента през декември 2023 г. Законопроектът дава на еднополовите двойки пълен и равноправен достъп до здравни, финансови и съдебни права от рода на данъчни облекчения, възможността лицата да вземат решения за здравеопазването на брачния си партньор, да управляват и наследяват притежанията му и да организират погребението му. Чрез този законопроект в Гражданския и търговски кодекс думите „мъже и жени“ и „съпруг и съпруга“ се променят на „лица“ и „брачни партньори“. В резултат на този законопроект хетеросексуални двойки добиват правото да се разведат, ако единият от партньорите има извънбрачна връзка с човек от същия пол, което не е позволено до този момент.
На 1 април проектът е приет на първо четене и от сената със 147 гласове за, 4 против и 7 въздържали се. Пратен е за обсъждане от 27-членен комитет. На 18 юни 2024 г. е окончателно одобрен от сената със 130 гласове за, 4 против и 18 въздържали се. Законодателството е одобрено от краля на 24 септември 2024 г. и влиза в сила 120 дни по-късно, на 22 януари 2025 г. По този начин Тайланд става третата държава в Азия след Тайван и Непал да гарантира брачно равноправие.

## Осиновяване и родителство
През юни 2024 г. тайландското правителство одобрява законодателство за узаконяване на еднополовите бракове и осиновяването на деца от еднополови двойки. То влиза в сила 120 дни след получаването на кралско одобрение, на 22 януари 2025 г. До този момент само двойки със сключен граждански брак, имат правото да осиновяват деца, с изключение на неомъжени жени, на които е позволено да осиновяват деца инвалиди. Новият законопроект обаче не променя понятията в закона за осиновяване от „майка“ и „баща“ на полово неутралния термин „родител“. Според ЛГБТ активисти без тази промяна има риск от нарушаване на родителските права на еднополовите двойки.
Години наред Тайланд е популярна дестинация за хора, които искат да станат родители чрез сурогатно майчинство. През 2015 г. обаче тайландското правителство одобрява закон, който забранява на чужденци да посещават Тайланд с цел търсене на платени сурогатни уговорки. Само тайландски граждани, които имат сключен брак, могат да търсят платено сурогатно майчинство. Оплождането „инвитро“ е позволено само на женени двойки.

## Закрила от дискриминация
Тайланд се слави като либерална и толерантна към ЛГБТ общността държава. Обществените нагласи обаче са сравнително консервативни, а ЛГБТ хората нерядко са подложени на дискриминация, която засяга качеството им на живот, правата им и достъпа им до работа, здравеопазване, образование и други социални институции.
В нито една от версиите на тайландската конституция не се споменават сексуална ориентация и полова идентичност. Натий Тхиирарожнапонг, част от Комисията по човешките права, и Анджана Суварнананда, активистка за правата на лесбийките, водят дълга но неуспешна кампания за включването на понятието „сексуална идентичност“ във Временната тайландска конституция от 2006 г. и Конституцията от 2007 г. Конституцията от 2007 г. включва обширна забрана на „несправедливата дискриминация“ на базата на „личен статус“ и също така гарантира граждански свободи, стига те да се придържат към „държавната сигурност“ и „обществения морал“.
На 13 март 2015 г. е приет закон за защита от дискриминация под името พระราชบัญญัติความเท่าเทียมระหว่างเพศ พ.ศ.๒๕๕๘, в превод: Закон за половото равноправие от 2015 г. Влиза в сила на 9 септември 2015 г. Законът забранява дискриминация на основата на полова идентичност и сексуална ориентация и става първият тайландски закон, който споменава ЛГБТ хората. Според него дискриминация срещу мъж, жена или „човек, чието сексуално изразяване е различно от неговия първоначален пол“ може да бъде наказана с до 6 месеца затвор и глоба до 20 000 бат. Уточнени в закона са изключения за „образованието, религията и обществения интерес“, които изключения са подложени на критика от страна на застъпници за правата на жените.
През 2021 г. международната организация „Хюман Райтс Уоч“ публикува доклад, според който прилагането на закона срещу дискриминацията е неадекватно. Според доклада между 2016 г. и 2019 г. са подадени 27 оплаквания за дискриминация срещу трансполови хора, като много от тях са разглеждани в продължение на повече от три месеца и нито едно от обвинените лица не е било подведено под отговорност.

## Полова идентичност и изразяване
Трансполовите хора в Тайланд са сравнително видими в обществения живот. Много от тях работят в шоубизнеса, телевизията и като изпълнители в нощни клубове. Въпреки това като цяло на трансхората не са предоставени много от правата, които имат цисполовите хора. Транс хората нерядко биват подложени на дискриминация.
През 2007 г. е приет закон, който позволява на трансхората да сменят името си. В него не е уреден правен процес за смяна на пола в личните документи, а и смяната на името не е гарантирана, тъй като решението дали да бъде одобрено заявлението за смяна е в ръцете на конкретния служител, разглеждащ случая.
| „                               | Обществото ни гледа и си мисли, че сме приети, но не е така. Винаги се отнасят към нас различно. | “ |
| Кхуан Супалак, трансполова жена |                                                                                                  |   |

Трансхората са изправени пред значителни предизвикателства при търсене на работа и що се отнася до достъп до повишения и по-старши длъжности. Дискриминация в процеса на кандидатстване за работа често възпира трансхората да търсят работа. Според доклад на Международната организация на труда от 2015 г. трансхората също така са подложени на „ежедневна дискриминация и унижения“, което често прекъсва кариерите им преждевременно. В статия на вестник „Банкок Поуст“ от 2013 г. пише, че „трансхората не се срещат на старши позиции, като доктори, адвокати, учени и учители в държавни училища и университети. Нито пък в изпълнителни роли в корпоративния свят. На кратко, вратите на държавните учреждения и големите корпорации все още са затворени за трансжените“.
Операции по смяна на пола се извършват в Тайланд от 1975 г. насам, като държавата е една от най-популярните дестинации в света за хора, търсещи подобни процедури. На трансжени, които са държавни служители и са преминали през медицински преход, не им е позволено да носят женски униформи на работното място. Нерядко болници отказват да настаняват трансжени в женското отделение.
През 2019 г. Народното събрание разглежда проектозакон, който би позволил промяната на пола в личните документи за трансхора, които са преминали медицински преход. Предложението също включва промени по отношение смяна на имената, еднополовите бракове и военната служба. Проектозаконът се проваля, но през февруари 2024 г. министър председателят Срета Тхависин нарежда на Министерството на общественото развитие и безопасността да състави законодателство, което да позволи промяната на пола в личните документи, както и узаконяването на третия пол. През същия месец долната камара на парламента гласува да отхвърли подобен проектозакон, предложен от партията „Движение напред“, със 154 гласове за и 257 против.
„Идеята да се даде правото на всеки да избира [да отрази пола си в личните си документи спрямо половата си идентичност] е много критикувана в обществото. Хората се притесняват, че това може да доведе до евентуални измами или престъпления. Според мен тези притеснения не бива да са причина да лишаваме ЛГБТИ хората от правата им. Органите на реда трябва да се разправят с измамниците, но не трябва толкова да ни е страх, че да отричаме основни човешки права,“ казва Туняуаж Камолуонгуат от партията Движение напред, който е и централна фигура зад законопроекта за узаконяване на еднополовите бракове от 2024 г.

## Във въоръжените сили
В Тайланд и мъжете, и жените могат да изпълняват военни служби. Всички тайландски граждани над 21 години, чийто пол, приписан по рождение, е мъжки, участват във военен налог. Ако не са освободени от служба, трябва или да служат между шест месеца и една година на доброволчески начала, или да участват в лотария, чрез която се избира кой ще служи между една и две години. Наборниците понякога срещат тормоз, насилие и дори нарушения на човешките права, а военният налог е сериозно притеснение за много хора. Някои трансхора се притесняват, че ще бъдат карани да се събличат или ще бъдат подложени на унижения, които притеснения дори водят някои до мисли за самоубийство. Трансжените са освободени от служба на базата на „разстройство на половата идентичност“, но само ако могат да „докажат“ пола си. Ако една трансжена е преминала през поне някои процедури на медицинския преход, като например хормонотерапия или уголемяване на гърдите, има голяма вероятност тя да бъде освободена, но само след като се подложи на медицински преглед, който е стресиращ и унизителен за някои. Жени, които не са преминали през медицински преход, трябва да преминат през задълбочена психологична оценка.

## Условия на живот
През 2013 г. в статия на вестник „Банкок Поуст“ пише, че „въпреки че на Тайланд се гледа като на туристическо убежище за еднополови двойки, реалността за местните жители е, че законът, а често и обществените нагласи, не са толкова либерални“.
През 2017 г. Банкок е обявен за втория по положителни нагласи към ЛГБТ обществото град в Азия след Тел Авив, поради благоприятната обстановка за ЛГБТ запознанства, нощен живот, видимост и безопасност. Туристическата агенция на Тайланд започва глобален проект под заглавието Go Thai Be Free (в превод: „Ела в Тайланд, бъди свободен“), за да привлече ЛГБТ туристи от цял свят и да засили международния си имидж като благоприятно настроена към ЛГБТ обществото страна.
Въпреки че узаконяването на еднополовите бракове през 2024 г. е считано за голяма победа в битката за равноправие, някои ЛГБТ хора смятат, че този успех е сравнително повърхностен и че има още много права и свободи, за които да се бори общността.

### ЛГБТ речник
Тайската дума за „гей“ или „куиър“ е เกย์, което се произнася „кей“ или „гей“. Терминът กะเทย, произнесен „катъй“, се отнася до трансжени или женствени гей мъже. Катъите често са смятани за трета полова категория. Терминът ดี้ (дий) се използва за куиър жени. Английската дума lesbian също е навлязла в тайския и се произнася „летбиан“.
В тайския език съществуват названия и за други разновидности на полова и сексуална идентичност. Пример е думата ทอม („том“), от английската дума tomboy („томбой“), което се отнася до жени, които се обличат и държат по-мъжествено. Тези жени не са непременно бисексуални или лесбийки, но могат да бъдат смятани за такива от други хора. Други термини са още „анджий“, което се отнася за катъи, които харесват жени–„том“, и „адам“, което се отнася за мъже, които харесват жени–„том“.

### Насилие срещу ЛГБТ хората
Членовете на ЛГБТ обществото в Тайланд понякога стават жертва на насилие, мотивирано от хомофобия или трансфобия. Примери включват убийството на жена–том, поръчано от майката на приятелката на жертвата, и двойното убийство на 17-годишни лесбийки, които са имали връзка. В статия за „Банкок Поуст“ от 2016 г., Пайсарн Ликхитприйчакул, член на борда на директорите на организацията Sogi Foundation, повдига темата за така нареченото корективно изнасилване, използвано за „излекуването“ на лесбийки от тяхната сексуална ориентация. Пайсарн споменава случаят на баща от град Лоей, който е признал за изнасилването на дъщеря си в продължение на 4 години с цел тя да спре да се социализира с „мъжкарани“. В Тайланд няма правна категория за престъпления от омраза, което според Пайсарн води до нормализацията на подобни насилствени дейности и крие истинския брой на престъпленията срещу ЛГБТ хора, тъй като много от тях биват смятани за „престъпления от страст“. Според Службата на Върховния комисар за правата на човека, насилието срещу ЛГБТ хората „често е особено злостно в сравнение с други престъпления на основата на предразсъдъци“.
Доклад на ПРООН от 2019 г. сочи, че 53% от анкетираните ЛГБТ хора са били подложени на вербален тормоз, 16% са били насилени сексуално, а 42% са се представяли за хетеросексуални, за да бъдат приети. 47,5% от анкетираните са изпитвали поне една форма на дискриминация от страна на собственото си семейство. В резултат на дискриминация и стигма 49% от анкетираните ЛГБТ хора казват, че са мислили за самоубийство, а 17% са правили и опит. Въпреки високата си нужда от психологическа помощ, анкетираните хора споделят, че достъпът до такава помощ е труден за тях, както и че са срещали дискриминация в здравеопазването. Две подгрупи на ЛГБТ обществото срещат най-високите нива на дискриминация: трансжените и бисексуалните мъже. 61% от трансжените са срещали вербално насилие, 22% са били подложени на сексуален тормоз, 11% – на физически тормоз, а 8% са срещали и полицейски тормоз. Сред бисексуалните мъже 14% споделят, че са загубили приятели заради сексуалността си, а 9% са загубили дома си.
Според същия доклад 32% от анкетираните трансполови жени са били подложени на дискриминация на работното място. Процентът на тази дискриминация е 10% за ЛГБТ обществото като цяло.

### В образованието
На 26 декември 1996 г. Rajabat Institute Council – ръководният орган на всички тайландски университети – заявява, че ще забрани на хомосексуални хора да следват педагогика в техните учебни заведения по идея на заместник-министъра на образованието Сурапорн Данайтангтракул. Изявлението е горещо критикувано от организации за защита на човешките права и много други. На 25 януари 1997 г. Министърът предлага промяна в забраната, така че да бъдат отхвърляни всички хора с „неприлични характери“, а не конкретни групи като хомосексуалните хора.
ЛГБТ юношите в Тайланд срещат сериозни препятствия в образованието заради идентичността си, включително различни видове тормоз – от вербален до тежък физически или сексуален – както от страна на други ученици, така и от учители. Според доклад на ПРООН от 2014 г. измежду 2000 запитаните ЛГБТ ученици една трета са подлагани на физически тормоз, а една четвърт – на сексуален. Жените-„том“ (мъжествени жени) са сред най-често подлаганите на тормоз, показва проучването. Законът за полово равноправие от 2015 г. допуска изключения за дискриминация в образованието.
В доклада се отбеляза, че към 2014 г. в Тайланд няма задължително образование по темите за сексуалната ориентация и половата идентичност. Уроците по сексуално здраве също са незадоволителни, което може да допринесе до практикуването на незащитен секс и разпространението на ХИВ сред ЛГБТ хората. В някои учебници по сексуално здраве хомосексуалността е определяна като „ненормална“. През 2019 г. са издадени нови учебници по здравна култура, които са част от нов подход към образованието за сексуалното здраве в страната. Учебната програма и учебниците представят разнообразието в сексуалната и половата идентичност в положителна светлина. Включват и информация за репродуктивното здраве и права. Промените целят да се премахнат дискриминацията, стигмата и тормозът на основата на ЛГБТ статус.
В повечето тайландски училища и университети униформите са задължителни. Проучване на Световната банка от 2018 г. сочи, че 82% от запитаните трансполови хора са били заставени да се обличат спрямо първоначалния си пол, като 71% твърдят, че това правило се е отразило негативно на психическото им здраве, а 25% – че то е попречило на образованието им.
Учениците носят униформа спрямо първоначалния си пол: момичетата и жените са задължени да носят поли, а мъжете – панталони. Трансхора, които носят дрехи, изразяващи половата си идентичност, а не първоначалния си пол, може да не бъдат приети в учебни заведения или да бъдат заставени да носят униформи според първоначалния си пол. В доклада на ПРООН от 2014 г. се отбелязва, че правилата за униформите „не само насаждат идеята, че човешкият пол е бинарен и всичко извън нормата трябва да бъде наказано, ами ученици, облечени противоположно на регистрирания си пол, не могат да държат изпити или да предават задания за оценка, което на практика отнема основното им право на образование.“ Това причинява дискомфорт и дори психологически травми при трансполовите ученици, като много от тях спират да ходят на училище в резултат на дискриминация и тормоз. Поради липсата на официална диплома за образование, някои от тези ЛГБТ тайландци се насочват към проституция или други видове високорискова работа.
Определени университети, както и поне една гимназия в страната, позволяват на трансполови студенти и ученици да носят униформи и церемониални тоги при дипломиране, които отговарят на половата им идентичност, а не първоначалния им пол. За да получат позволение да носят униформа според половата си идентичност, студентите в университета „Чулалонгкорн“ трябва да пуснат молба и да се положат на психологическа оценка. През 2022 г. от асоциацията на президентите на редица университети – Council University Presidents of Thailand – обявяват ново решение, според което униформите не са задължителни при полагането на приемни изпити за университет, а от студентите се очаква да носят „всекидневни, но подходящи дрехи“, които може и да не отговарят на пола, приписан им по рождение.
През годините ученически групи нерядко се противопоставят на дискриминацията в образователните среди. През лятото на 2020 г. ученическа група под името „Лоши ученици“ организира протести срещу правителството в Банкок. Отделни протести се провеждат и от изцяло ЛГБТ групи. Част от призивите им са за край на тормоза срещу учениците във всичките му форми, включително дискриминацията срещу ЛГБТ хората и правилата за прически и униформи. Протестите вдъхновяват редица демонстрации срещу правителството.

### В затворите
Официалната политика в тайландските затвори е да бъде уважаван и спазен начинът, по който затворникът се самоопределя. Затворниците са разпределени според половата си идентичност и сексуалната си ориентация. На гей мъжете, както и на хетеросексуалните мъже, им бива обръсната главата при влизане в затвора. На жените не им е позволено да носят грим, а на гей мъжете – да. Според дирекцията „Изпълнение на наказанията“ на Тайланд, през 2016 г. 4448 от затворниците в страната са част от ЛГБТ обществото. От тях 1804 са „катъй“ (транс жени или женствени гей мъже), 352 са гейове, 1247 са „том“ (мъжествени жени), 1011 са „дий“ (женствени лесбийки) и 34 са транс жени. От Дирекцията обявяват и планове да построят самостоятелен централен затвор за ЛГБТ затворници, но плановете са забавени поради възражения срещу това, да бъдат местени ЛГБТ затворници от всички краища на страната далеч от роднините си в централен затвор.

### В политиката
С наближаването на изборите от 2019 г. няколко политически партии изразяват подкрепата си за еднополовите бракове и ЛГБТ правата като цяло. От партията „Напред към бъдещето“ (Future Forward Party) призовават за узаконяването на еднополовите бракове и промени в официалната образователна програма, „за да спре да разпространява стереотипи и предразсъдъци срещу ЛГБТК обществото“. Други партии, които се обявяват в подкрепа на еднополовите бракове, са също: Mahachon Party, Thai Local Power Party, Polamuang Thai Party, Thai Liberal Party, Puea Chat Party, Commoners' Party, Демократическата партия, както и най-голямата партия в Парламента, За таи. Партията Thai Raksa Chart Party, дисквалифицирана през март 2019 г. заради участието на принцеса Убол Ратана, обявява, че подкрепя гражданското партньорство за еднополовите двойки.
През март 2019 г. Тануарин Сукхаписит, член на партията „Напред към бъдещето“, става първият трансджендър член на Парламента. Други трима трансполови кандидати от същата партия също са избрани: Туняуадж Камонуонгуат, Натийпат Кулсетханасит и Кауинант Такей.

### Кръводаряване
В Тайланд на транс жените, които никога не са правили секс с мъже, както и на жените, които правят секс с жени, им е позволено да даряват кръв, но на мъжете, които правят секс с мъже – не. Въпреки призиви тази политика да бъде променена, Тайландският червен кръст на два пъти (през 2008 г. и през 2021 г.) взима решение да продължи забраната. През 2021 г. от организацията заявяват, че „все още не са готови да разхлабят тези строги критерии за кръводаряване“ за мъжете, които правят секс с мъже, заради високия риск от ХИВ инфекция. ХИВ инфекцията при донори, които даряват кръв за пръв път, е 10 пъти по-често срещана в Тайланд, отколкото в някои други азиатски държави. Червеният кръст защитава политиката си и я нарича практична, а не дискриминативна. От организацията също съобщават, че процентът на ХИВ сред донорите трябва да спадне под 1 на 100 000 преди да може да бъдат разхлабени критериите.

### ЛГБТ култура
Тайланд има дългогодишна репутация като толерантна към ЛГБТ обществото държава. В страната има многобройни ЛГБТ нощни клубове и барове, а първото тайландско ЛГБТ списание, Mithuna, започва да излиза през 1983 г.

Въпреки тази репутация, през 1989 г. ЛГБТ активистът Натий Тийрароджанапонгс описва ситуацията като по-сложна. Въпреки че ЛГБТ хората не са подложени на пряка репресия от страна на държавата, това, че сред обществото липсва познание за ЛГБТ хората, ги прави на практика невидими и отхвърлени по непряк път. Натий твърди, че дори и хората да признават съществуването на хомосексуалността, „все още не са свикнали с идеята за открити гей хора. Още по-малко от тях пък имат каквато и да е представа за правата на лесбийките и гейовете“. 
Тази ситуация започва да се променя през 90-те с нарастването на обществените събития от рода на ЛГБТ прайд фестивали. От 1999 г. до 2007 г. в Банкок се провежда ежегоден прайд фестивал, но конфликти сред ЛГБТ обществото и с финансовите спонсори на събитието временно спират провеждането на парада. През 2017 г. е планирано фестивалът да се проведе за пръв път от 11 години, но е отложен заради едногодишния период на траур по повод смъртта на крал Пхумипхон Адунядет. Събитието официално се завръща през 2022 г. През 2024 г. Тайланд заявява желанието си да е домакин на събитието „Световен Прайд“ през 2030 г. – прайд фестивал с туристи от цял свят.
В Пукет има ежегоден прайд парад, за пръв път проведен през 1999 г. През 2009 г. вторият годишен прайд парад в северния град Чианг Май е посрещнат с голяма враждебност, което налага отмяната му. Докато участниците се подготвят да започнат шествието, поддръжници на местна политическа група обграждат сборния им пункт и започват да крещят обиди и да хвърлят плодове и камъни. Случаят е известен като „Сао Соу Ет“. На 21 февруари 2019 г., десет години по-късно, повече от 500 души участват в Чианг Май Прайд, включително и някои политици.
Сонгкран е тайландската нова година. Пада се на 13 април всяка година, а празниците се простират и до 15-и. Сонгкран е от особено значение за местното ЛГБТ общество, както и за ЛГБТ туристите, заради фестивала Songkran Bangkok Gay Circuit Party, който се провежда по същото време всяка година и е смятан за най-големият такъв в цяла Азия. Събитието е основано през 2007 г.

### В медиите
| „                                                                                  | Шоубизнесът ни приема с отворени ръце, защото често се шегуваме за собствена сметка и забавляваме хората. Но ако искаме да бъдем взети насериозно в сектор като медицината, това не ни е позволено. | “ |
| Премприйда Прамож На Аютая, активист за трансджендър правата и служител към ЮНЕСКО | |   |

От 80-те години насам в Тайланд има много различни медийни издания на ЛГБТ тематика. В тайландските филми често фигурират ЛГБТ герои още от 70-те години, макар и често в комедийна светлина. С новата вълна в тайландското кино през 90-те тайландските филми започват да разглежда ЛГБТ теми и герои по-задълбочено. От 2014 г. насам, а особено и след началото на пандемията от COVID-19, в страната се наблюдава значително нарастване на броя и популярността на тайландски телевизионни сериали с ЛГБТ тематика, познати още като „момчешка любов“ (Boys' Love) или Y series. Тези сериали включват разнообразни романтични сюжети между мъже, а понякога и между жени, в които любовта между героите е показана в положителна светлина. През 2024 г., всяка седмица по телевизията се излъчват средно по 17 сериала на ЛГБТ тематика. Смята се, че имат потенциал да повлияят на ЛГБТ правата и приемствеността към ЛГБТ обществото в страната. Въпреки че някои от сериалите разглеждат и теми за неравенството в обществото, като например за еднополовите бракове, дискриминацията и насилието, жанрът понякога е критикуван от членове на обществото, които твърдят, че той представя една по-лека версия на действителността на ЛГБТ хората в страната.
Цензурата, наложена на някои части на интернета в Тайланд, не засяга медийните произведения на ЛГБТ тематика директно, но порнографията и секс играчките са незаконни в страната.

### Обществени нагласи
Анкета от 2015 г. сочи, че 89% от тайландците могат да приемат колега, който е гей или лесбийка, на 80% това не им пречи, ако някой от роднините им е ЛГБТ, а 59% подкрепят легализацията на еднополовите бракове.
Анкета от 2019 г., попълнена от 1025 души, сочи, че 63% от тайландците подкрепят легализацията на еднополовите партньорства, 11% са против, а 27% предпочитат да не отговарят на въпроса. Сред лицата между 18 и 34 години, 69% подкрепят гражданските партньорства, а 10% са против. Сред лицата между 35 и 54 години, 56% са за легализацията, а 33% – срещу. Делението сред тези на възраст над 55 е 55% за и 13% против. Сред лицата с университетска диплома, 66% са в подкрепа, а 10% – не. При тези без диплома, процентите са 57% за и 12% против.
Доклад на ПРООН от същата година обаче сочи, че въпреки че като цяло тайландците имат положителни нагласи към ЛГБТ обществото, колкото по-близък до тях е въпросният ЛГБТ човек (например роднина или колега), толкова по-ниско е нивото им на подкрепа за ЛГБТ права и достъп до услуги. Открити са високи нива на подкрепа за равноправие и толерантни закони, но някои теми, като например смяната на пола в личните документи, са по-спорни.
Анкета от 2022 г. сочи, че 93% от тайландците приемат ЛГБТ колеги и приятели, 91% могат да приемат ЛГБТ роднина, а 80% подкрепят еднополовите бракове. Правителствена анкета от есента на 2023 г. сочи 96,6% обществена подкрепа за проектозакона за легализацията на еднополовите бракове, който е приет в началото на 2024 г.

## Обобщение
| Признак за равноправие                                                                       | Правен статус                              |
| -------------------------------------------------------------------------------------------- | ------------------------------------------ |
| Еднополова интимност                                                                         | (От 1956)                                  |
| Еднаква възраст за сексуално съгласие (15 години)                                            | (От 1997)                                  |
| Закони против дискриминация на работното място                                               | (От 2015)                                  |
| Закони против дискриминация при предоставянето на стоки и услуги                             | (От 2015)                                  |
| Закони против дискриминация в други отношения (напр. непряка дискриминация, реч на омразата) | (не се споменава в закона)                 |
| Закони против дискриминация в образователната система                                        | (не се споменава в закона)                 |
| Еднополови бракове                                                                           | (От 2025)                                  |
| Признаване на еднополовите двойки                                                            | (От 2025)                                  |
| Осиновяване на доведено дете при еднополови двойки                                           | (От 2025)                                  |
| Съвместно осиновяване от еднополови двойки                                                   | (От 2025)                                  |
| На ЛГБТ хората им е позволено да служат във въоръжените сили открито                         | (От 2005)                                  |
| Смяната на пола в личните документи                                                          | (Разглежда се)                             |
| Смяната на пола по медицински път                                                            | (не се споменава в закона)                 |
| Трети пол                                                                                    | (Разглежда се)                             |
| Осиновяване на дете от необвързани лица, независимо от сексуалната ориентация                | (Освен от неомъжени жени на деца инвалиди) |
| Конверсионна терапия, забранена при непълнолетни лица                                        | yes                                        |
| Закрила за интерсекс децата от инвазивни операции                                            | No                                         |
| Хомосексуалността официално не е смятана за болест                                           | (От 2002)                                  |
| Достъп до оплождане „инвитро“ за лесбийки                                                    | (От 2025)                                  |
| Платено сурогатно майчинство, позволено за гей двойки                                        | (От 2025)                                  |
| Даряването на кръв позволено за мъже, които правят секс с мъже                               | No                                         |